# Porites nodifera
Porites nodifera är en korallart som beskrevs av Carl Benjamin Klunzinger 1879. Porites nodifera ingår i släktet Porites och familjen Poritidae. IUCN kategoriserar arten globalt som livskraftig. Inga underarter finns listade i Catalogue of Life.